# Amazing 3
W3 é uma manga e anime de Osamu Tezuka. A história é acerca da Patrol W3, três agentes especiais extraterrestres humanóides que visitam o planeta Terra para decidir se deve ou não ser destruído. Tomam a forma física de um coelho (Captain Bokko ou Bonnie), um cavalo (Nokko ou Ronnie) e um pato (Agent Pukko ou Zero). Tornam-se amigos de um rapaz terrestre, Shinichi Hoshi e com o irmão agente secreto deste, Koichi, combatem o crime e resolvem os problemas do mundo. Eles viajam na Big Wheel, um grande veículo em forma de pneu que leva os passageiros no seu centro.
A série anime, de 1965, também foi feita por Osamu Tezuka, contando com 52 episódios a preto e branco produzidos pela Mushi Productions.
Conhecida no Brasil como Visitantes do Espaço ou Os Três Espaciais, e nos EUA como The Amazing Three.